# Daniel Bekono
Daniel Bekono (Yaoundé, 31 mei 1978) is een voormalig voetbaldoelman uit Kameroen die onder meer voor Beroe Stara Zagora uitkwam. Hij speelde voor de Kameroense nationale ploeg die in 2000 de African Nations Cup en de Olympische Spelen won.
| Logo van de Olympische Spelen | Goud | Zilver | Brons | Logo van de Olympische Spelen |
|                               | 1    | 0      | 0     |                               |